# Jo-Lonn Dunbar
Jo-Lonn Dunbar (Syracuse, 13 de março de 1985) é um jogador profissional de futebol americano estadunidense que foi campeão da temporada de 2009 da National Football League jogando pelo New Orleans Saints.